# Monnetier-Mornex
Monnetier-Mornex is een gemeente in het Franse departement Haute-Savoie (regio Auvergne-Rhône-Alpes) en telt 1953 inwoners (2005). De plaats maakt deel uit van het arrondissement Saint-Julien-en-Genevois.

## Geografie
De oppervlakte van Monnetier-Mornex bedraagt 11,4 km², de bevolkingsdichtheid is 171,3 inwoners per km².
De onderstaande kaart toont de ligging van Monnetier-Mornex met de belangrijkste infrastructuur en aangrenzende gemeenten.

## Demografie
Onderstaande figuur toont het verloop van het inwonertal (bron: INSEE-tellingen).

## Overleden
- Albertine Necker de Saussure (1766-1841), pedagoge, schrijfster, vertaalster en feministe